# Apor-ház
Az Apor-ház a kolozsvári Unió utca (2. szám) egyik épülete.

## Leírása
A Mátyás király (Matei Corvin) utca sarkán áll. A 18. században épült, empire stílusjegyeket viselő ház. Oldalsó falában régi, gótikus ablak látható. Földszinten levő üzlethelyiségei boltozottak. A műemlékként nyilvántartott épület emeletén működött 1843-tól a társasági élet egyik színhelyeként szolgáló Polgári Társalkodó. Az 1850-es években Korona néven kávéházat rendeztek be a földszintjén. Az 1971-es felújításnál a padló alá rejtve pénzleletre - aranydukátokra, ezüsttallérokra - bukkantak, amelyek Mátyás király korából, valamint II. Ferdinánd német-római császár és magyar király uralkodásának idejéből származtak.